# Craig A. Evans
Craig Alan Evans (21 de janeiro de 1952) é um estudioso e autor evangélico do Novo Testamento. Ele é um escritor prolífico com 70 livros e mais de 600 artigos de revistas e resenhas em seu nome.

## Carreira
Ele obteve seu diploma de bacharel em história e filosofia na Claremont McKenna College, mestre em divindade pelo Western Baptist Seminary em Portland, Oregon e Master of Arts and Ph.D. em Estudos Bíblicos pela Claremont Graduate University, no sul da Califórnia. 
Ele é John Bisagno Professor Distinto de Origens Cristãs na Houston Baptist University. Antes de Houston Baptist, ele era Payzant Distinguished Professor of New Testament e diretor do programa de pós-graduação da Acadia Divinity College em Wolfville, Nova Escócia, professor assistente visitante de estudos religiosos na Universidade McMaster e professor de estudos bíblicos na Trinity Western University. A pesquisa de Evans levou a conferências sobre assuntos, incluindo os Manuscritos do Mar Morto, e a arqueologia da Bíblia.
Evans atuou como editor do Bulletin for Biblical Research de 1994 a 2005.

## Trabalho

### Livros
Evans é o autor ou editor de mais de 50 livros, alguns dos quais estão listados abaixo:
- Evans, Craig A. (1992). Noncanonical Writings and New Testament Interpretation. Hendrickson Publishers. Peabody, MA: [s.n.] 304 páginas. ISBN 978-0-943575-95-7
- Evans; Hagner, eds. (1993). Anti-Semitism and Early Christianity: issues of polemic and faith. Fortress Press. [S.l.: s.n.] 304 páginas. ISBN 978-0-8006-2748-5
- Evans, Craig A.; Flint, Peter (1997). Eschatology, Messianism, and the Dead Sea. Eerdmans Books for Young. Grand Rapids, MI: [s.n.] 167 páginas. ISBN 0-8028-4230-5
- Evans, Craig A.; Sanders, James A. (1998). The Function of Scripture in Early Jewish and Christian Tradition. Continuum International. [S.l.: s.n.] 504 páginas. ISBN 1-85075-830-1
- Evans; Porter, eds. (2000). Dictionary of New Testament Background. InterVarsity Press. Downers Grove, IL: [s.n.] 1328 páginas. ISBN 978-0-8308-1780-1
- Evans, Craig A. (2000). The Interpretation of Scripture in Early Judaism. Continuum International. [S.l.: s.n.] ISBN 1-84127-076-8
- Evans; Copan, eds. (2001). Who Was Jesus?: A Jewish-Christian Dialogue. Westminster, John Knox Press. Louisville, KT: [s.n.] 272 páginas. ISBN 0-664-22462-8
- Evans, Craig A. (2003). Jesus and the Ossuaries. Baylor University Press. Waco, TX: [s.n.] 168 páginas. ISBN 0-918954-88-6
- Evans, Craig A. (2005). Ancient Texts For New Testament Studies: A Guide To The Background Literature. Hendrickson Publishers. Peabody, MA: [s.n.] 539 páginas. ISBN 978-1-56563-409-1
- Evans; Collins, eds. (2006). Christian Beginnings and the Dead Sea Scrolls. Baker Academic. Grand Rapids, MI: [s.n.] pp. 144. ISBN 978-0-8010-2837-3
- Evans, Craig A. (2006). Fabricating Jesus: How Modern Scholars Distort the Gospels. InterVarsity Press. Downers Grove, IL: [s.n.] 290 páginas. ISBN 0-8308-3318-8
- Evans, Craig A.; Wright, N. T. (2009). Jesus, the Final Days: What Really Happened. Westminster, John Knox Press. Louisville, KT: [s.n.] 116 páginas. ISBN 978-0664233594
- Evans, Craig A. (2012). Jesus and His World: The Archaeological Evidence. Westminster, John Knox Press. Louisville, KT: [s.n.] 192 páginas. ISBN 978-0664234133
- Evans, Craig A. (2014). From Jesus to the Church: The First Christian Generation. Westminster, John Knox Press. Louisville, KT: [s.n.] 188 páginas. ISBN 978-0664239053
- Evans, Craig A.; Beverley, James A. (2015). Getting Jesus Right: How Muslims get Jesus and Islam Wrong. Castle Quay Books. Pickering, ON, Canada: [s.n.] 352 páginas. ISBN 978-1927355459
- Evans, Craig A. (2015). God Speaks: What He Says, What He Means. Worthy Publishing. Franklin, TN: [s.n.] 272 páginas. ISBN 978-1617954818
- Evans, Craig A.; Johnston, Jeremiah (2015). Jesus and the Jihadis: Confronting the Rage of Isis: the Theology Driving the Ideology. Hendrickson Publishers. Peabody, MA: [s.n.] 160 páginas. ISBN 978-0768408997
- Evans, Craig A. (2015). Jesus and the Remains of His Day: Studies in Jesus and the Evidence of Material Culture. Destiny Image Publishers. Shippensburg, PA: [s.n.] 400 páginas. ISBN 978-1619707054

### Artigos
- ——— (1988). «On the Unity and Parallel Structure of Isaiah». Vetus Testamentum. 38 (2): 129–147. doi:10.1163/156853388X00346
- ——— (2006). «Assessing Progress in the Third Quest of the Historical Jesus». Journal for the Study of the Historical Jesus. 4 (1): 35–54. doi:10.1177/1476869006061777
- ——— (2015). «How Long Were Late Antique Books in Use? Possible Implications for New Testament Textual Criticism». Bulletin for Biblical Research. 25 (1): 23–37